# واردانانتس
واردانانتس (ارمنی: Վարդանանց؛ ترکی آذربایجانی: Məmmədbəyli) یک منطقهٔ مسکونی در جمهوری آرتساخ است که در استان کاشاتاق واقع شده‌است.

## نگارخانه

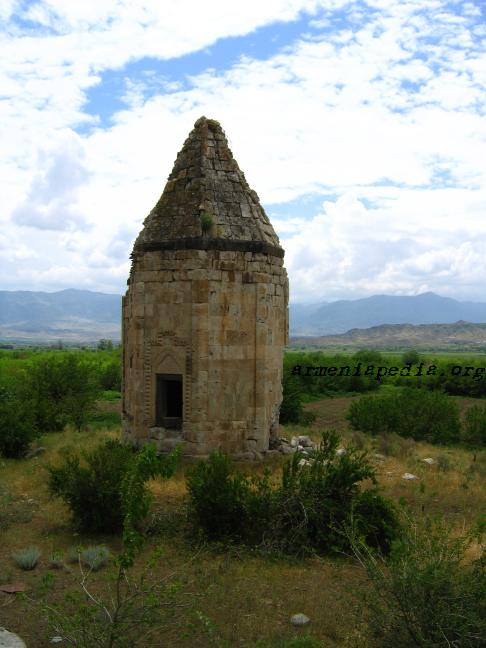
صومعه‌ای در واردانانتس